# Кућа у Старој Пазови
Кућа у Старој Пазови, позната и као Родна кућа народног хероја Јанка Чмелика је сеоски тип куће која је изграђена у првој половини 20. века, а проглашена за споменик културе Србије 1950. године.

## Опште информације
Објекат је родна кућа револуционара, учесника Народноослободилачке борбе и народног хероја Југославије Јанка Чмелика, а налази се на адреси у Улици Јанка Чмелика бр. 62 у приватној својини.
Кућа представља сеоски тип архитектуре, а на основу одлуке Републичког завода за заштиту споменика културе проглашена је за споменик културе 4. марта 1950. године, како би се сачувала успомена на овог првоборца.
Са уличне стране објекта налази се звезда петокрака црвене боје испод које је мермерна плоча са натписом : „У овој кући родио се и живео Јанко Чмелик (1905—1942) секретар месног и среског комитета КПЈ за Стару Пазову, члан окружног комитета КПЈ и члан бироа ПК КПЈ за Војводину. Стрељан 1.2. маја 1942. год. у Сремској Митровици. За изванредно, храбро држање пред непријатељем проглашен за народног хероја 25. 10. 1943. године”.